# Ibn Khaldun

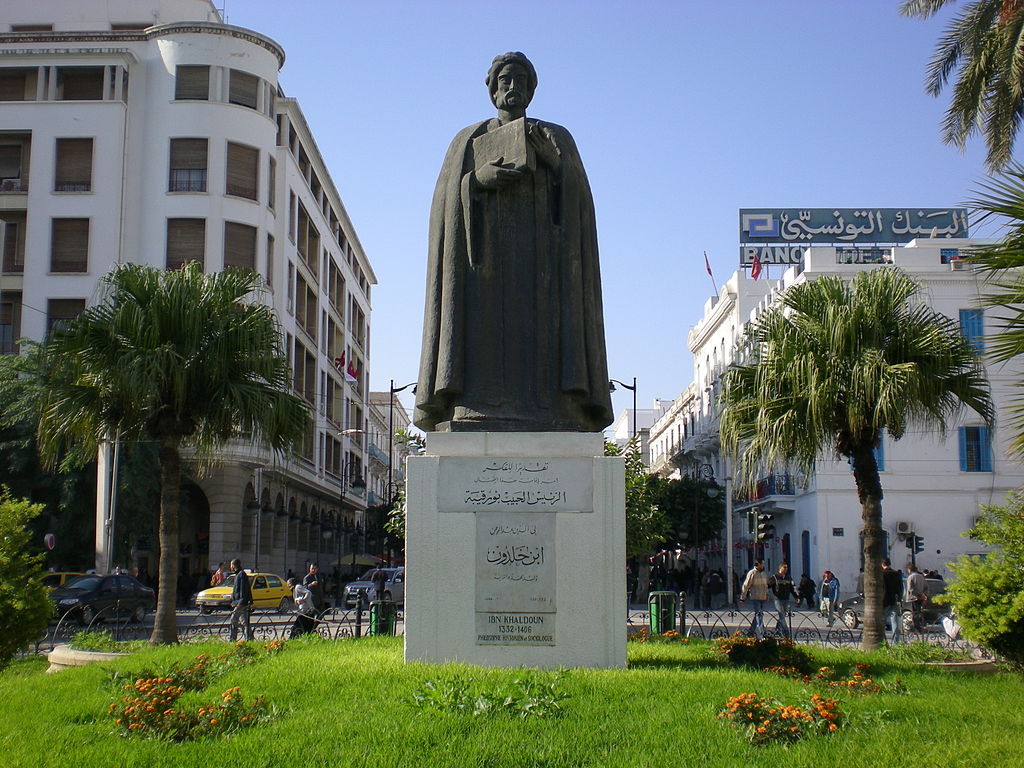
Ibn Khaldoun Tunis

Abdul Rahman Ibn Khaldun a fost un istoric, filosof și politician arab al secolului al XIV-lea născut în Tunisia pe 27 mai 1332 și decedat la Cairo pe 17 martie 1406. A scris cărți, printre care "Muqaddima" (Introducere la istoria universală) și o Autobiografie. Este adesea considerat ca fondatorul sociologiei și unul dintre cei mai mari scriitori ai lumii islamice a Evului Mediu. Ibn Khaldun este considerat cel mai mare istoric musulman premodern.

## Biografie
Ibn Khaldun provine dintr-o familia nobilă, Banu Khaldun (fiii lui Khaldun), care au trăit în regiunea Sevilliei (Andaluzia) timp de mai multe generații. În autobiografia sa, el își prezintă arborele familiei până la epoca profetului Islamului, Muhammad. El arată că provine dintr-un trib de beduini, originari din Yemen, care s-au deplasat înspre Spania la începutul cuceririi musulmane din secolul al VIII-lea. Familia sa numără în Andaluzia mulți înalți funcționari și exercită până la începutul secolului al XIII-lea un rol politic important, fiind una dintre cele trei familii puternice din Sevilia. Familia sa a emigrat în Tunisia, după căderea Seviliei în mainile Reconquistei (1248). În timpul dinastiei tunisiene hafside, familia sa a deținut câteva funcții politice. Totuși, tatăl și bunicul său părăsesc viața politică, urmând a se dedica unui ordin mistic. Și-a pierdut părinții în timpul marii ciume ce a lovit Tunisul în 1348-1349.
Originea și situarea înaltă a familiei sale i-au permis lui Ibn Khaldun să studieze cu cei mai buni profesori magrebiți ai epocii, primind o educație islamică clasică și studiind Coranul, hadith-urile, sharia și dreptul (fiqh). A studiat în detaliu operele lui Avicenna, Averroes, Razi și Tusi.
Și-a început cariera politică la cancelaria liderului tunisian Ibn Tafrakin, la vârsta de 20 ani. Principala sa activitate esra cea de katib, scriitor al documentelor oficiale ale cancelariei. A întreprins, voit sau împins de evoluțiile istorice ale epocii, călătorii în Maroc, Algeria și Egipt, acumulând impresii ce vor sta la baza viitoarei sale opere. Ibn Khaldun a participat activ la istoria politică a Africii de Nord și a Spaniei și l-a cunoscut pe Tamerlan. El aparținea islamului malikit și a murit mare cadiu la Cairo.

## Opera
"Prolegomene" (Al-Muqadimma, în limba arabă) reprezintă principala sa lucrare. Este o introducere la "Cartea considerațiilor asupra istoriei arabilor, perșilor și berberilor". Oferă o viziune modernă pentru epoca sa, obiectul istoriei fiind să instruiască asupra stării sociale a omului, asupra civilizațiilor lumii. Este de opinie că istoricul trebuie să-și sprijine pe o bază solidă subiectele pe care le tratează, în vederea stabilirii cauzelor și a concluziilor și învățămintelor pentru viitor. Planul general al lucrării sale se înscrie într-o tradiție bine cunoscută, cea a istoriei universale. Ibn Khaldun a avut geniul să sistematizeze reflecția asupra progresului societății oamenilor și a evoluției sale, să desprindă un ansamblu de legi determinând, după el, avântul și moartea imperiilor. Modelul său de a extrage din exemple concrete de viață și istorie legi generale ale devenirii omenești i-au adus lui Ibn Khaldun interesul tuturor școlilor istorice, recomandându-l ca un maestru al psihologiei popoarelor.
Prima sa carte, Lubābu l-Muhassal, este un comentariu la teologia islamică a lui Fakr-al-Din al-Razi și a fost scrisă la vârsta de 19 ani, sub îndrumarea profesorului său din Tunis. O altă lucrare bazată pe sufism, Sifā'u l-Sā'il a fost concepută la Fez, în Maroc, în jurul anului 1373. De asemenea, a scris și o lucrare despre logică, Kallaqa li-l-Sultān, pe când se afla la curtea suveranului Mohammed V, sultan al Granadei.
Lucrarea sa fundamentală, Kitābu l-ʻkibār (Kitābu l-ʻkibar wa Diwānu al-Mubtada' wa l-Ħabar fī tarikhi l-ʻarab wa l-Barbar wa man ʻĀsarahum min Đawī
Ash-Sha'n l-Akbār "Cartea considerațiilor asupra istoriei arabilor, perșilor și berberilor") a fost inițial concepută ca o istorie a berberilor, extinsă apoi într-o istorie universală. Este compusă de 7 părți, prima parte fiind considerată ea însăți o carte (Al-Muqadimma). Cărțile 2-5 conțin istoria omenirii până în timpul său, iar cărțile 6-7 istoria berberilor, prin prisma percepțiilor personale în viața reală a autorului.
În ce privește domeniul sociologic, a creat o dihotomie între conceptele de viață nomadă și viața sedentară, conceptul de generație, precum și conflictul social și de putere existente atunci când, spre exemplu, un oraș este cucerit de luptătorii nomazi ai deșertului.
Conceptul central al operei lui Ibn Khaldun este acela de asabiyyah, adică de coeziune socială, solidaritate de grup. Această coeziune socială se naște spontan în micile triburi arabe și poate fi crescută exponențial cu ajutorul ideologiei religioase. Autorul mai analizează cum această coeziune intensificată, mărită, ajunge să fie motorul dinastiei conducătoare de la un moment dat. Opinia autorului este aceea că, de fiecare dată când o anumită civilizație atinge un punct maxim de dezvoltare, urmează cu consecvență o perioadă de decădere, așadar grupul următor celui dinastic care a asigurat perioada de înflorire, este unul barbar. În același timp, barbarii cuceritori vor prelua moștenirea civilizațională anterioară, fiind atrași îndeosebi de partea sa culturală, literară. Autorul analizează aceste cicluri de putere prin prisma tuturor factorilor pe care i-a considerat de importanță în acest proces, precum sociologic, economic, politic, psihologic etc.
Ibn Khaldun realizează în același timp și o analiză de economie politică, considerând economia o adunare de procese care aduc valoare adăugată. Noile produse economice, lucrate cu știință și îndemânare vor fi vândute la un preț superior.

## Posteritate
Opera și viața lui Ibn Khaldun au fost aduse în atenția publică odată cu crestomațiile de documente ale unor orientaliști francezi, începând cu anul 1697. În anul 1806, Silvestre de Sacy, un lingvist și jurnalist francez preocupat de studii orientale, a publicat o biografie a lui Ibn Khaldun, împreună cu o descriere mai amănunțită a „Prolegomenelor” . Au urmat traduceri integrale în limba franceză, opera istoricului arab fiind studiată de atunci cu mare interes în lumea academică din vest.